# Лейф Шірас
Лейф Шірас (англ. Leif Shiras; нар. 21 серпня 1959) — колишній американський тенісист.
Найвищу одиночну позицію світового рейтингу — 31 місце досяг 30 липня 1984, парну — 57 місце — 17 жовтня 1988 року.
Найвищим досягненням на турнірах Великого шолома було 4 коло в одиночному розряді.
Завершив кар'єру 1991 року.

## Фінали за кар'єру

### Одиночний розряд (1 поразка)
| Результат | W/L | Дата     | Турнір                                | Покриття | Суперник      | Рахунок       |
| --------- | --- | -------- | ------------------------------------- | -------- | ------------- | ------------- |
| Поразка   | 0–1 | Чер 1984 | Queen's Club, London, Велика Британія | Трава    | Джон Макінрой | 1–6, 6–3, 2–6 |